# كوينتن جاكوبة
كوينتن جاكوبة (بالهولندية: Quentin Jakoba)‏ هو لاعب كرة قدم هولندي في مركز الدفاع، ولد في 19 ديسمبر 1987 في تلبرغ في هولندا. لعب مع إف سي آيندهوفن.

## وصلات خارجية
- كوينتن جاكوبة على موقع قاعدة بيانات كرة القدم.إي يو (الإنجليزية)
- كوينتن جاكوبة على موقع ناشيونال فوتبول تيمز (الإنجليزية)
- كوينتن جاكوبة على موقع Soccerway.com (الإنجليزية)